# Rhagoletis tabellaria
Rhagoletis tabellaria är en tvåvingeart som först beskrevs av Fitch 1855.  Rhagoletis tabellaria ingår i släktet Rhagoletis och familjen borrflugor. Inga underarter finns listade i Catalogue of Life.